# Redwitz an der Rodach
Redwitz an der Rodach, Redwitz a.d.Rodach – miejscowość i gmina w Niemczech, w kraju związkowym Bawaria, w rejencji Górna Frankonia, w regionie Oberfranken-West, w powiecie Lichtenfels, siedziba wspólnoty administracyjnej Redwitz an der Rodach. Leży pomiędzy Szwajcarią Frankońską a Lasem Frankońskim, ok. 10 km na wschód od Lichtenfels, nad rzeką Rodach, przy drodze B173 i linii kolejowej Norymberga – Lipsk.

## Dzielnice
W skład gminy wchodzą następujące dzielnice: Unterlangenstadt, Mannsgereuth, Trainau i Obristfeld.

## Polityka
Wójtem jest Christian Mrosek z CSU. Rada gminy składa się z 17 członków:
|      | CSU | SPD | Wolni Wyborcy | Razem     |
| 2002 | 9   | 5   | 3             | 17 miejsc |

## Oświata
W gminie znajdują się 2 przedszkola, szkoła podstawowa i Hauptschule.